# کامیل آلتان
کامیل آلتان (انگلیسی: Kamil Altan; ۷ آوریل ۱۹۲۴ – ۲۵ فوریهٔ ۲۰۱۱) بازیکن فوتبال اهل ترکیه بود.
از باشگاه‌هایی که در آن بازی کرده‌است می‌توان به باشگاه فوتبال گالاتاسرای اشاره کرد.
وی همچنین در تیم ملی فوتبال ترکیه بازی کرده‌است.